# Servais Knaven

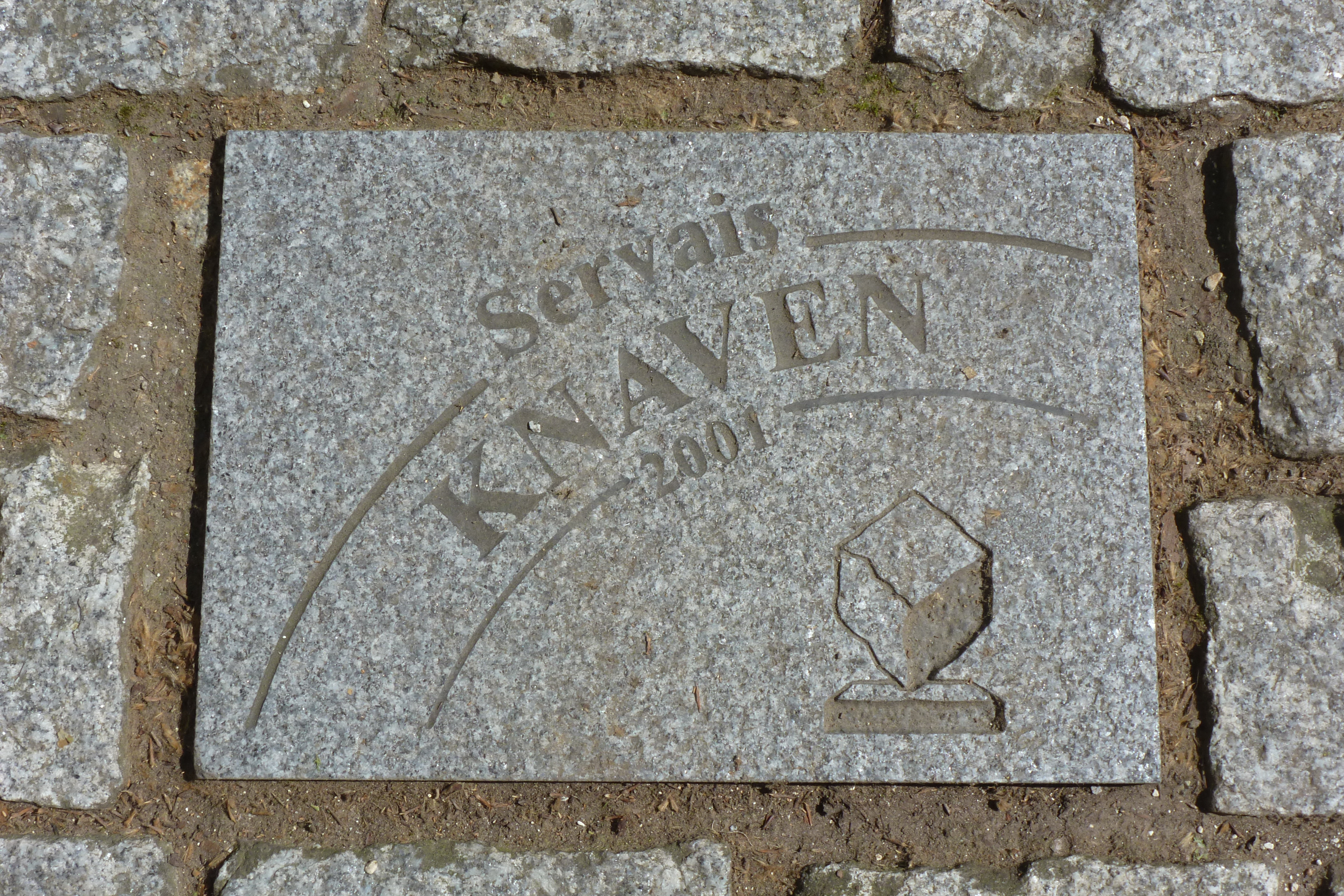
Kassei voor Servais Knaven op de Allée Charles Crupelandt in verband met de winst van Parijs-Roubaix in 2001

Henricus Theodorus Josephus (Servais) Knaven (Lobith, 6 maart 1971) is een Nederlands ploegleider en voormalig wielrenner. Hij was professional van 1994 tot en met 2010. Van 2011 tot en met 2022 was hij ploegleider bij het Britse Team Sky. Hij is getrouwd met veld- baan- en wegwielrenster Natascha den Ouden en ze hebben vier wielrennende dochters.

## Biografie
De bakkerszoon uit Lobith won in 2001 de 99ste editie van de bekende wielerklassieker Parijs-Roubaix. Twee jaar later won Knaven op sensationele wijze de etappe naar Bordeaux in de Ronde van Frankrijk. Knaven nam zo nu en dan ook deel aan zesdaagsen. In 2007 kwam hij uit voor T-Mobile, dat in 2008 tweemaal van naam veranderde.
Voorafgaand aan de Acht van Chaam van 2008 werd hij benoemd tot lid in de Orde van Oranje-Nassau wegens zijn verdiensten voor de wielersport.
In 2010 reed Knaven voor de zestiende keer (op evenzoveel deelnames) Parijs-Roubaix uit. Met zijn drieënveertigste plaats evenaarde hij het record van de Belg Raymond Impanis. Knaven sloot een poging dit record te verbreken, niet uit. Op maandag 12 april 2010 maakte hij echter in het programma Holland Sport bekend met zijn laatste jaar bezig te zijn, en als laatste wedstrijd de profronde van Etten-Leur op 15 augustus zou rijden. De laatste maanden van het jaar ging hij bij zijn ploeg Team Milram verder als ploegleider. Het team stopte op het einde van dat jaar.
Van 2011 tot en met 2022 was hij een van de ploegleiders bij de Britse formatie Team Sky (per 30 april 2019 verder gegaan als Team Ineos). Het team won in die tijd 7 keer de Ronde van Frankrijk, een keer de Ronde van Spanje, en diverse klassiekers. 
Knaven leerde zijn latere vrouw Natascha den Ouden kennen toen ze beiden werden geselecteerd voor het WK Baanwielrennen voor junioren in Moskou in 1989. Hun dochters Britt, Senne, Mirre en Fee wielrennen ook. Ze rijden voor AG Insurance NXTG, de ontwikkelingsploeg waarvan Natascha eigenaar en manager is.

## Belangrijkste overwinningen
1992
- Eindklassement Olympia's Tour

1993
- Proloog Olympia's Tour
- 9e etappe deel b Olympia's Tour
- Eindklassement Olympia's Tour
- 4e etappe deel b Teleflex Tour
- Eindklassement Teleflex Tour

1995
- Nederlands kampioen op de weg, Elite

1997
- Proloog Ronde van Zweden
- Eindklassement Ronde van Denemarken

1998
- 1e etappe Ster van Bessèges
- Scheldeprijs

2000
- 1e etappe Guldensporentweedaagse
- Eindklassement Guldensporentweedaagse

2001
- Parijs-Roubaix

2003
- 5e etappe Ronde van Qatar
- 17e etappe Ronde van Frankrijk

2005
- 5e etappe Tirreno-Adriatico

2010
- Ridderronde Maastricht

## Galerij

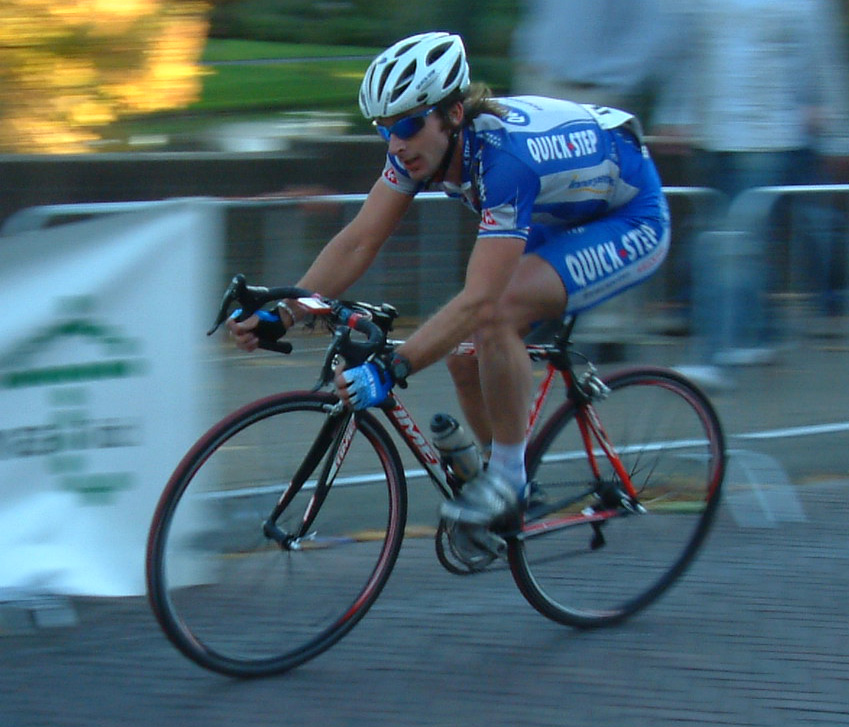
Servais Knaven, 2005
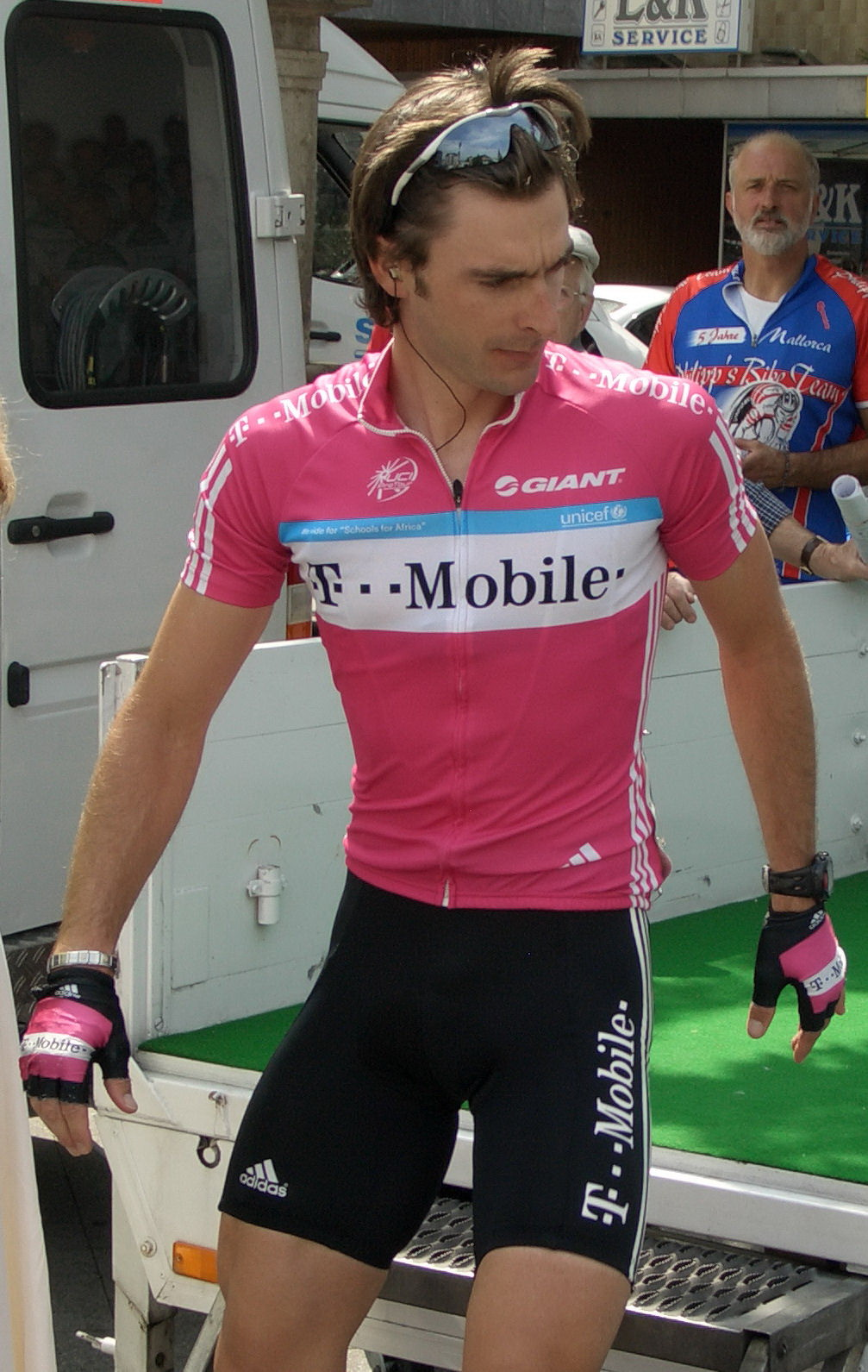
Servais Knaven, 2007
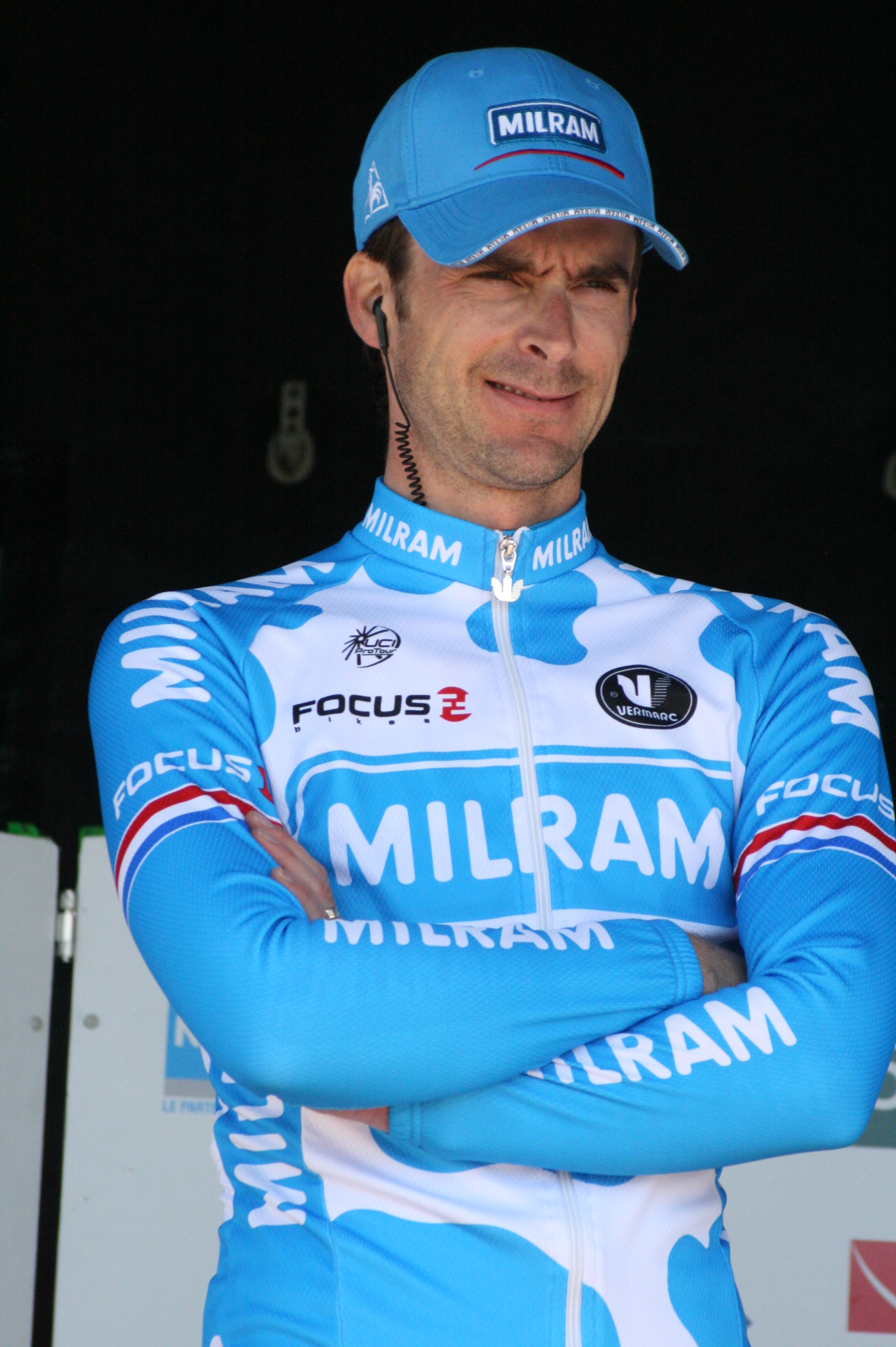
Servais Knaven, 2010
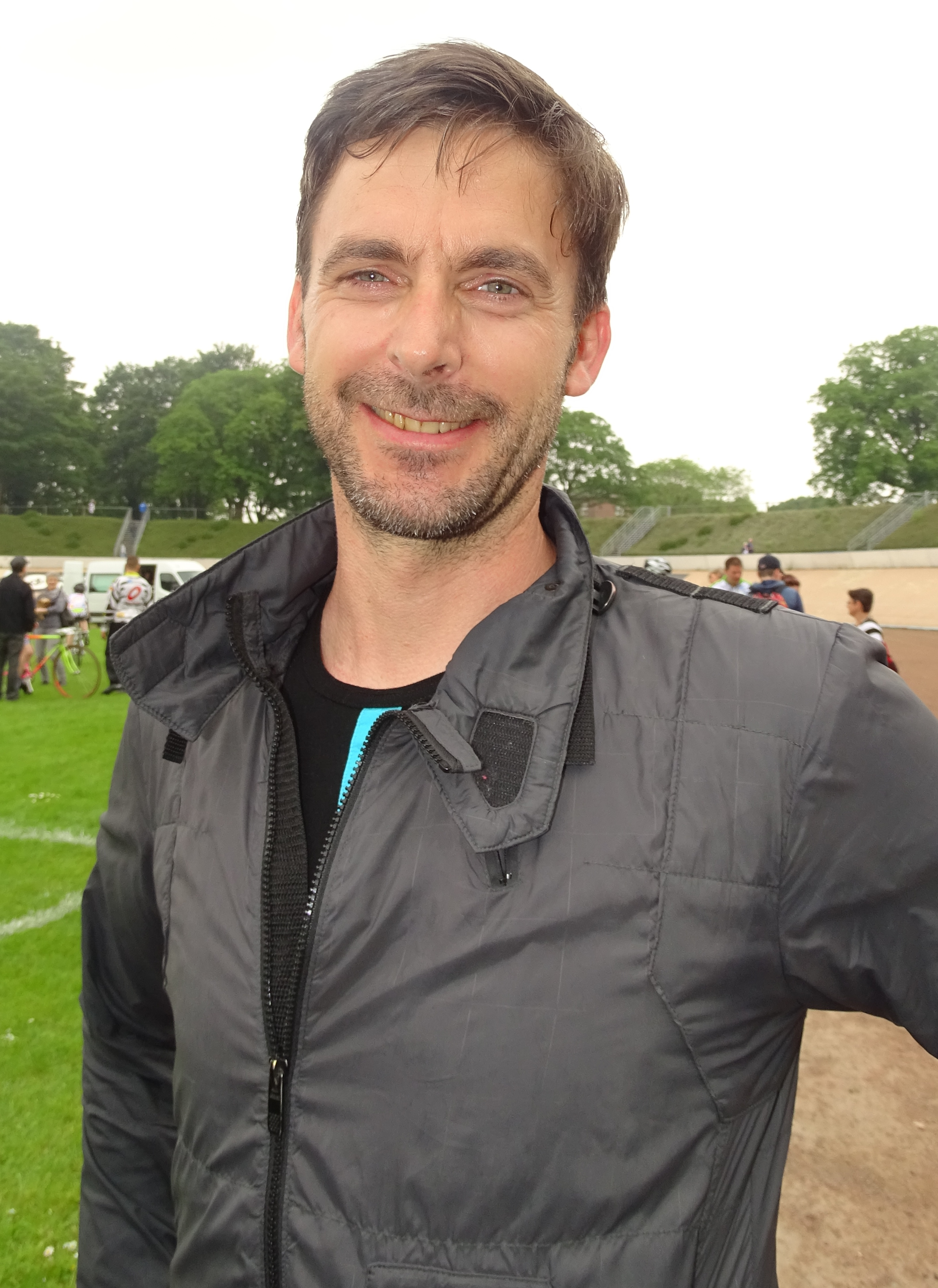
Servais Knaven, 2016

## Resultaten in voornaamste wedstrijden
| Jaar | Ronde van Italië | Ronde van Frankrijk | Ronde van Spanje |
| ---- | ---------------- | ------------------- | ---------------- |
| 1995 |                  |                     | 103e             |
| 1996 |                  | opgave              |                  |
| 1997 |                  | 107e                | opgave           |
| 1998 |                  | opgave              | opgave           |
| 1999 |                  |                     | 94e              |
| 2000 | opgave           | 109e                |                  |
| 2001 |                  | 90e                 |                  |
| 2002 |                  | 137e                |                  |
| 2003 |                  | 123e (1)            |                  |
| 2004 |                  | 142e                |                  |
| 2005 |                  | 149e                |                  |
| 2006 |                  |                     |                  |
| 2007 |                  |                     |                  |
| 2008 |                  |                     |                  |
| 2009 |                  |                     |                  |
| 2010 |                  |                     |                  |

| Jaar | Milaan-San Remo | Gent-Wevelgem | Ronde van Vlaanderen | Parijs-Roubaix | Amstel Gold Race | Dwars door Vlaanderen | Omloop Het Nieuwsblad | E3 Harelbeke |  | WK op de weg |  | Wereldranglijsten |
| ---- | --------------- | ------------- | -------------------- | -------------- | ---------------- | --------------------- | --------------------- | ------------ |  | ------------ |  | ----------------- |
| 1995 |                 |               | 82e                  | 36e            |                  |                       |                       |              |  |              |  |                   |
| 1996 | 103e            | 92e           |                      | 31e            |                  |                       |                       | 26e          |  |              |  |                   |
| 1997 |                 | 53e           | 53e                  | 30e            |                  | 13e                   |                       | 17e          |  | 42e          |  |                   |
| 1998 |                 | 102e          | 28e                  | 39e            |                  | 45e                   | 8e                    | 5e           |  | 64e          |  |                   |
| 1999 | 79e             | 28e           | 34e                  | 30e            | 71e              | 32e                   | 7e                    |              |  |              |  |                   |
| 2000 | 67e             |               | 54e                  | 12e            | 20e              | 28e                   | Brons                 |              |  |              |  |                   |
| 2001 | 170e            | 18e           | 25e                  | ↑              |                  | 6e                    |                       | 18e          |  |              |  |                   |
| 2002 | 166e            | 11e           | 22e                  | 13e            |                  |                       | 31e                   |              |  | 71e          |  |                   |
| 2003 |                 | 5e            | 86e                  | 7e             |                  | 42e                   |                       |              |  |              |  |                   |
| 2004 |                 | 21e           | 51e                  | 33e            |                  | 7e                    |                       |              |  |              |  |                   |
| 2005 |                 | 66e           |                      | 39e            |                  | 82e                   |                       |              |  |              |  |                   |
| 2006 |                 | 116e          |                      | 44e            |                  |                       |                       |              |  |              |  |                   |
| 2007 |                 |               |                      | 70e            |                  | 92e                   |                       |              |  |              |  |                   |
| 2008 |                 | 105e          |                      | 34e            |                  |                       |                       |              |  |              |  |                   |
| 2009 |                 | 24e           | 85e                  | 36e            |                  |                       |                       |              |  |              |  |                   |
| 2010 |                 | 57e           |                      | 43e            |                  | 115e                  | 126e                  |              |  |              |  |                   |